# Нтфомби
Нтфомби (свати Ntfombi; род. 27 декабря 1949) — мать короля Эсватини Мсвати III, регент королевства (1983—1986).

## Биография
Нтфомби Тфвала была женой короля Свазиленда Собузы II, от которого в 1968 году родила сына, принца Махосетиве Дламини.
В 1982 году король Собуза II назначил одну из своих жён, королеву Дзеливе регентом, а сына от Нтфомби Махосетиве провозгласил наследником трона. После смерти короля Собузы II Дзеливе стала регентом при несовершеннолетнем наследнике, но в 1983 году она была помещена под домашний арест, а Нтфомби была провозглашена королевой-регентом.
В 1986 году, её сын был коронован под именем Мсвати III, а Нтфомби получила титул Индловукази, как королева-мать. Благодаря своему титулу она является духовным и национальным лидером государства, а её сын политическим лидером.

## В искусстве
В 1985 году вошла в серию портретов Энди Уорхол вместе с правящими королевами Елизаветой II, Маргрете II и Беатрикс.